# Nottz
Nottz, pseudonimo di Dominick J. Lamb (1977), è un produttore discografico statunitense.
Nottz ha prodotto per alcuni dei più grandi nomi dell'hip hop, tra cui Busta Rhymes, Snoop Dogg, The Game, Lloyd Banks, The Notorious B.I.G., Pusha T, Scarface e J Dilla.
Usa anche lo pseudonimo Nottz Raw.

## Biografia
Nottz è originario di Norfolk, Virginia.
Alcuni dei primi lavori di produzione di Nottz sono stati sulla compilation Rawkus Records Lyricist Lounge, Volume One, nel 1998. Successivamente ha prodotto tre tracce sull'LP Extinction level Event di Busta Rhymes, dopo che Rhymes aveva ascoltato uno dei suoi nastri beat.
Come molti altri produttori hip hop emersi prima degli anni 2000, Nottz campiona da vecchi dischi (principalmente soul) e colonne sonore di film per ricostruire nuovi ritmi. L'icona dell'hip hop della West Coast, Dr. Dre, ha citato Nottz come uno dei suoi produttori preferiti e lo ha selezionato come uno dei pochi produttori ospiti del suo album Detox, che non è mai stato pubblicato.
Nottz ha collaborato alla produzione del secondo album del cantante Bilal, Love for Sale.
Nottz ha un gruppo chiamato D.M.P., che sta per "Durte Muzik Prahdukshun". Hanno pubblicato un EP nel 2004, un album completo su Koch Records, intitolato Nottz Presents D.M.P., nel 2005 e un album intitolato God Made Durt nel 2013, con Raw Koncept.
Nel 2010, Nottz ha pubblicato il suo primo album da solista, You Need This Music, con Raw Koncept. L'album presenta Nottz come MC, oltre che come produttore. Nottz ha anche lavorato con il rapper Asher Roth nel collaborativo Rawth EP, pubblicato come download gratuito, il 27 dicembre 2010 con Raw Koncept e School Boy.
Nel 2011, Nottz ha lavorato con The Game al suo quarto album The R.E.D. Album, dopo aver avuto tre dei suoi beat nei due precedenti album di The Game Doctor's Advocate e LAX. Il 15 giugno 2012, Nottz e Kardinal Offishall hanno pubblicato l'album collaborativo Allow Me to Re-Introduce Myself, offerto come download gratuito.
Nel 2013, Blu e Nottz Raw hanno pubblicato il loro EP collaborativo, Gods in the Spirit.
Il 9 agosto 2014, 9th Wonder ha annunciato che Nottz è entrato a far parte del team di produzione di The Soul Council. Ammiratore di lunga data del suo lavoro di produzione, 9th Wonder ha parlato molto bene di Nottz in passato. Nel 2010, ha definito Nottz "il miglior produttore di beat sulla Terra in questo momento".